# Colli Berici Garganega
Il Colli Berici Garganega è un vino DOC la cui produzione è consentita nella provincia di Vicenza.

## Caratteristiche organolettiche
- colore: giallo paglierino dorato chiaro.
- odore: leggermente vinoso con delicato profumo caratteristico.
- sapore: asciutto, delicatamente amarognolo, di medio corpo e giusta acidità.

## Abbinamenti consigliati
Ottimo come aperitivo ,si sposa bene con piatti a base di pesce .

## Produzione
Provincia, stagione, volume in ettolitri
- Vicenza  (1990/91)  38430,13
- Vicenza  (1991/92)  36685,68
- Vicenza  (1992/93)  44328,27
- Vicenza  (1993/94)  24320,99
- Vicenza  (1994/95)  51987,99
- Vicenza  (1995/96)  42678,5
- Vicenza  (1996/97)  48729,16